# 闹枝镇
闹枝镇，是中华人民共和国吉林省白山市临江市下辖的一个乡镇级行政单位。

## 行政区划
闹枝镇下辖以下地区：
闹枝社区、闹枝村、黑松村、吊打村、义和村、暖泉子村和冰湖村。